# Mellicta ambigua
Mellicta ambigua är en fjärilsart som beskrevs av Ménétriés 1859. Mellicta ambigua ingår i släktet Mellicta och familjen praktfjärilar. Inga underarter finns listade i Catalogue of Life.